# Берон, Лили
Лили (Лиляна) Александрова Берон (29 декабря 1921, София, Третье Болгарское царство
— 9 июля 1996, София, Болгария) — болгарская артистка балета, прима-балерина Болгарского национального театра оперы и балета, педагог. Заслуженная артистка Болгарии (1965). Лауреат Димитровской премии (1949).

## Биография
Училась танцу с 1928 года у А. Петрова, одного из основоположников болгарского балета. В 1935 году впервые выступила на сцене театра Софийской народной оперы в партии Авроры. В 1937—1939 годах специализировалась в Париже и танцевала в труппе Ballet de la jeunesse. Гастролировала в Германии, Франции, Люксембурге, Бельгии, Италии и Швейцарии.
С 1934 по 1962 г. — прима-балерина Болгарского национального театра оперы и балета.
Между 1949 и 1959 г. совершенствовала своё мастерство в СССР, занималась балетной педагогикой в Ленинградском хореографическом училище у А. Вагеновой (ныне Академия русского балета имени А. Я. Вагановой).
Была педагогом Государственного хореографического училища в Софии. Гастролировала в СССР, КНР, Франции, Бельгии, Италии и др. странах.

## Избранные партии
- Жизель (А. Адана, Димитровская премия, 1950),
- Эсмеральда Ц. Пуни;
- Мария («Бахчисарайский фонтан» Б. Асафьева),
- Босилка («Нестинирка» Големинова),
- Девушка («Прометей» Бетховена) и др.

## Награды
- Орден «Кирилл и Мефодий» 1 степени (1959)
- Димитровская премия (1949)
- Заслуженная артистка Болгарии (1965)